# Hartzell
Die Hartzell Propeller Inc. ist ein US-amerikanischer Hersteller von Flugzeugpropellern.

## Geschichte

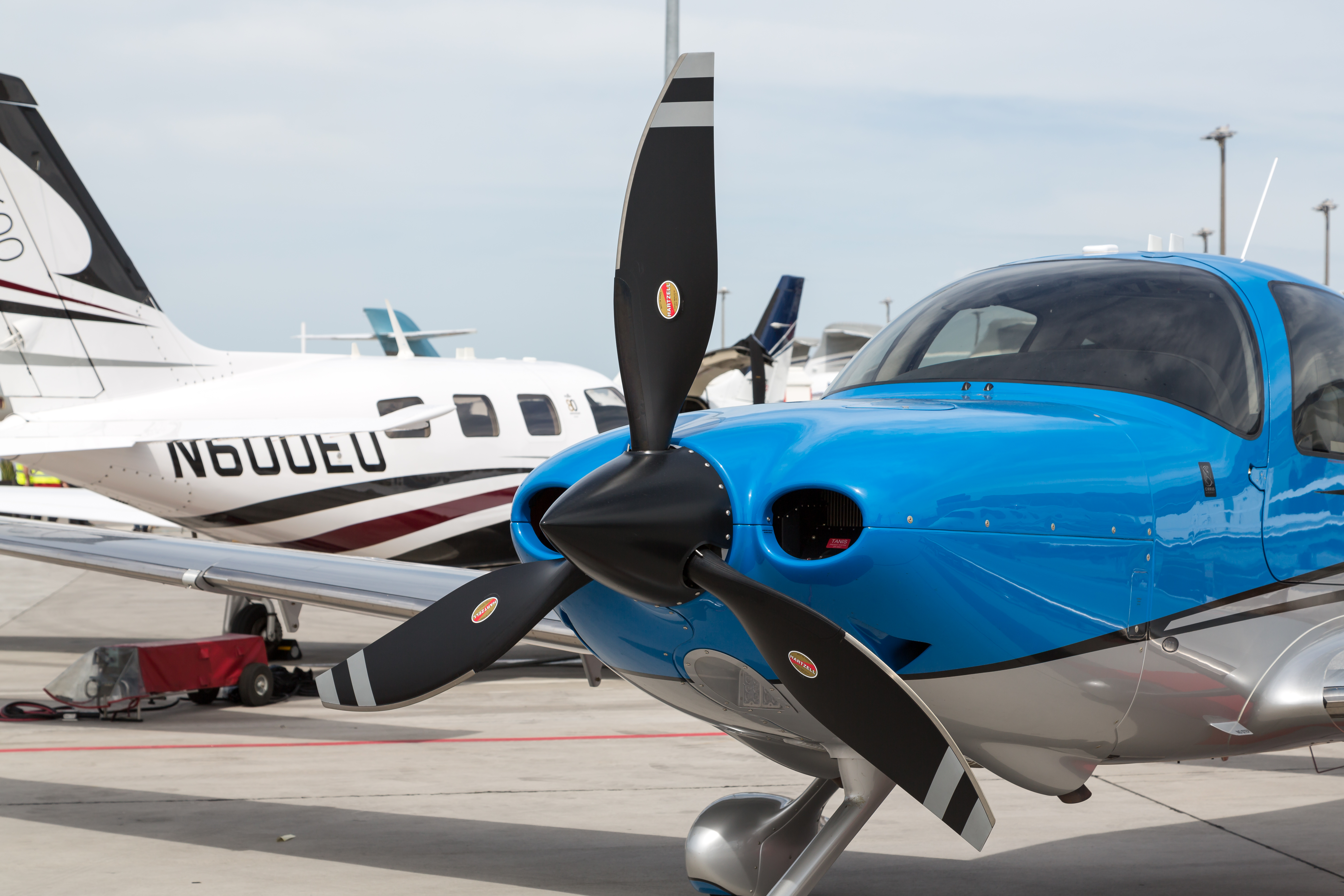
Dreiblättriger Hartzell-Propeller an einer Cirrus SR-22T

John T. Hartzell gründete 1875 in Greenville die Hartzell Hardwoods als Sägewerk. 1900 übernahm sein Sohn, George W. Hartzell, die Firma und verlagerte das Werk nach Piqua, Ohio. Von hier aus exportierte Hartzell Holz nach Europa. Wegen des Exportembargos zu Ausbruch des Ersten Weltkrieges verlegte sich Hartzell auf die Waffenproduktion. Der Enkel des Firmengründers, Robert N. Hartzell, war zu der Zeit begeistert von den Flügen der Gebrüder Wright, deren Flugzeugfabrik sich in direkter Nachbarschaft von Hartzell befand. Robert verließ die Universität und baute bei Hartzell eine Abteilung für Flugzeugpropeller auf.
Die Gründung der Hartzell Propeller Inc. erfolgte 1917 und Hartzell baute den ersten Propeller für die Glenn Curtiss Company. 1918 begann die Propeller-Produktion für Dayton-Wright Aircraft. In den folgenden Jahren rüstete Hartzell immer mehr amerikanische Flugzeuge mit Holzpropellern aus. Auch die bis zu 5,50 Meter großen Luftschrauben der Luftschiffe USS Akron und USS Macon stammten von Hartzell.
1942 begann Hartzell mit der Produktion von Aluminiumpropellern für die amerikanische Luftwaffe. Nach dem Krieg baute Hartzell den weltweit ersten Propeller in Verbundbauweise. 1952 konstruierte Hartzell den ersten voll verstellbaren Propeller und war damit maßgeblich beteiligt am Aufstieg der Unternehmen Beech Aircraft Corporation, Cessna und Piper Aircraft, die damit ihre einmotorigen Flugzeuge ausrüsteten. 1975 flog eine Short 330 zum ersten Mal mit einem fünfblättrigen Propeller von Hartzell, 1987 folgte eine Short 360 mit dem ersten Sechsblattpropeller. 1986 umrundete das Experimentalflugzeug Rutan Voyager mit Hartzell-Propellern die Erde und erzielte mehrere, bis heute ungeschlagene Weltrekorde. 1989 flog eine von Hartzell angetriebene Drohne von Boeing bis auf eine Höhe von 66.980 Fuß (entspricht 20.430 Meter), das bedeutete den Höhenrekord für ein propellergetriebenes Flugzeug. Heute ist Hartzell ein renommierter Zulieferer und Ausrüster für Flugzeughersteller weltweit.

## Produkte
Die Produktpalette umfasst Aluminiumpropeller mit zwei bis fünf Blättern sowie Propeller in Verbundbauweise zum Einsatz in Turboprops mit drei bis sechs Blättern. Schätzungsweise sind weltweit 250.000 Hartzell-Propeller im Einsatz. Das Hartzell Propeller Factory Service Center befindet sich am örtlichen Flugfeld nördlich von Piqua am Piqua Airport (Hartzell Field).